# يو إف سي ليلة القتال: سوانسون ضد أورتيغا
يو إف سي ليلة القتال: سوانسون ضد أورتيغا (بالإنجليزية: UFC Fight Night: Swanson vs. Ortega)‏ هو حدث لفنون القتال المختلطة نظمته يو إف سي، أُقيم في 9 ديسمبر 2017، على سيف مارت سنتر في فريسنو، كاليفورنيا، الولايات المتحدة.